# Championnat de Hong Kong de football 1950-1951
Navigation
Saison précédente Saison suivante
La saison 1950-1951 du Championnat de Hong Kong de football est la sixième édition de la première division à Hong Kong, la Premier Division. Elle regroupe, sous forme d'une poule unique, les douze meilleures équipes du pays qui se rencontrent deux fois, à domicile et à l'extérieur. Il n'y a ni promotion, ni relégation en fin de saison.
C'est le club de South China AA qui remporte le championnat cette saison après avoir terminé en tête du classement final, à égalité mais avec une meilleure différence de buts que Kowloon Motor Bus FC et cinq points d'avance sur Army XI. C'est le deuxième titre de champion de Hong Kong de l'histoire du club.
Le club de 44 Commandos déclare forfait avant le début de la compétition.

## Clubs participants
- Kitchee SC
- Kowloon Motor Bus FC
- Chinese AA
- South China AA
- Eastern AA
- Saint Joseph's FC
- Hong Kong FC
- Kwong Wah AA
- Army XI
- Royal Air Force FC
- Hong Kong Police FC
- Royal Navy FC

## Compétition
Le barème de points servant à établir les classements se décompose ainsi :
- Victoire : 2 points
- Match nul : 1 point
- Défaite : 0 point

### Classement
| Rang | Équipe               | Pts | J  | G  | N | P  | Bp | Bc | Diff |
| ---- | -------------------- | --- | -- | -- | - | -- | -- | -- | ---- |
| 1    | South China AA       | 37  | 22 | 18 | 1 | 3  | 84 | 30 | +54  |
| 2    | Kowloon Motor Bus FC | 37  | 22 | 18 | 1 | 3  | 57 | 23 | +34  |
| 3    | Army XI              | 32  | 22 | 15 | 2 | 5  | 79 | 36 | +43  |
| 4    | Kitchee SCT          | 30  | 22 | 14 | 2 | 6  | 52 | 32 | +20  |
| 5    | Kwong Wah AA         | 28  | 22 | 13 | 2 | 7  | 60 | 42 | +18  |
| 6    | Hong Kong Police FC  | 21  | 22 | 9  | 3 | 10 | 46 | 54 | -8   |
| 7    | Hong Kong FC         | 19  | 22 | 8  | 3 | 11 | 44 | 66 | -22  |
| 8    | Royal Navy FC        | 15  | 22 | 6  | 3 | 13 | 55 | 64 | -9   |
| 9    | Chinese AA           | 13  | 22 | 5  | 3 | 14 | 38 | 61 | -23  |
| 10   | St Joseph's FC       | 12  | 22 | 5  | 2 | 15 | 35 | 59 | -24  |
| 11   | Eastern AA           | 10  | 22 | 3  | 4 | 15 | 29 | 65 | -36  |
| 12   | Royal Air Force FC   | 10  | 22 | 3  | 4 | 15 | 25 | 72 | -47  |

|  | Champion de Hong Kong 1951 |
|  | T : Tenant du titre        |

## Bilan de la saison
| Championnat de Hong Kong de football 1950-1951                        |                           |
| Champion                                                              | South China AA (2e titre) |
| Coupes et trophées                                                    |                           |
| Vainqueur de la Coupe de Hong Kong 1950-1951                          | Non disputée              |
| Promotions et relégations                                             |                           |
| Promus en Championnat de Hong Kong de football                        | Sing Tao SC               |
| Relégués en Championnat de Hong Kong de football de deuxième division | Aucun                     |